# Libor Kozák
Libor Kozák (Opava, 30 de maio de 1989) é um futebolista tcheco que atua como atacante. Atualmente joga no AC Sparta Praha.
Kozák fez sua estreia pela Lazio contra a Internazionale, no dia 2 de maio de 2009, entrando no final do segundo tempo.
Foi artilheiro isolado da UEFA Europa League na temporada 2012/2013 com 8 gols.

## Títulos
Lazio
- Coppa Italia: 2008-09, 2012-13

### Artilharias
- Liga Europa: 2012–13 (8 gols)